# David Houska
David Houska (* 29. června 1993) je český fotbalový záložník a reprezentant, hráč klubu SK Sigma Olomouc.

## Klubová kariéra
David Houska začínal s fotbalem v pěti letech v rodné Poličce, kde ho v přípravce vedl jeho otec Josef. Ve starších žácích hrál ve Svitavách, v dorostu již hrál za Sigmu Olomouc.
Do A-týmu Sigmy byl zařazen v zimě 2013. V 1. české lize debutoval 22. února 2013 proti SK Slavia Praha, nastoupil v základní sestavě (výhra 2:1). V říjnu 2015 dal v zápase SK Slavia Praha – SK Sigma Olomouc (0:2) oba góly hostujícího týmu.

## Reprezentační kariéra
Houska hrál v českých mládežnických reprezentacích U18, U19 a U21.
Trenér Jakub Dovalil jej nominoval na domácí Mistrovství Evropy hráčů do 21 let 2015 konané v Praze, Olomouci a Uherském Hradišti.
V A-mužstvu České republiky debutoval 11. listopadu 2017 v přípravném utkání v katarském městě Dauhá proti domácí reprezentaci (výhra 1:0).

### Reprezentační zápasy a góly
Zápasy Davida Housky v A-mužstvu české reprezentace 
| 2017                | 1 | 0 |
| Celkem              | 1 | 0 |
| Platí k 14. 1. 2018 |   |   |